# Myrtillocactus cochal
Myrtillocactus cochal ist eine Pflanzenart in der Gattung Myrtillocactus aus der Familie der Kakteengewächse (Cactaceae). Das Artepitheton cochal verweist auf den spanischen Trivialnamen „Cochal“.

## Beschreibung
Myrtillocactus cochal wächst strauchig bis baumförmig mit reich verzweigten, blaugrünen Trieben, erreicht Wuchshöhen von 1 bis 3 Metern und bildet meist einen kurzen Stamm aus. Es sind 6 bis 8 Rippen vorhanden. Der einzelne, schwarze Mitteldorn, der gelegentlich auch fehlen kann, ist bis 2 Zentimeter lang. Die meist 5 Randdornen sind gräulich oder schwärzlich und 5 bis 10 Millimeter lang.
Die hellgrünen bis weißlichen Blüten besitzen einen dunkleren Mittelstreifen, sind 2,5 Zentimetern lang und weisen ebensolche Durchmesser auf. Sie sind sowohl am Tag als auch in der Nacht geöffnet. Die kugelförmigen, roten Früchte sind essbar und weisen Durchmesser von 1,2 bis 1,8 Zentimeter auf.

## Verbreitung, Systematik und Gefährdung
Myrtillocactus cochal ist am Rande der Sonora-Wüste in den mexikanischen Bundesstaaten Baja California und Baja California Sur verbreitet.
Die Erstbeschreibung als Cereus cochal wurde 1889 durch Charles Russell Orcutt veröffentlicht. Nathaniel Lord Britton und Joseph Nelson Rose stellten die Art 1909 in die Gattung Myrtillocactus. Nomenklatorische Synonyme sind Cereus geometrizans var. cochal (Orcutt) K.Brandegee (1900) und Myrtillocactus geometrizans var. cochal (Orcutt) W.T.Marshall (1941)
In der Roten Liste gefährdeter Arten der IUCN wird die Art als „Least Concern (LC)“, d. h. als nicht gefährdet geführt.

## Nachweise